# Finlands Orienteringsförbund
Finlands Orienteringsförbund är en takorganisation för orientering i Finland. Förbundet grundades 18 mars 1945 med namnet Suomen Suunnistamisliitto. Namnet byttes år 1959 till Suomen Suunnistusliito. Finlands orienteringsförbund har som grenar utöver vanlig orietering även skidorientering, cykelorientering och precisionsorientering. Till förbundet hör ungefär 400 medlemsföreningar.
Finlands orienteringsförbund började år 1946 ge ut tidningen Suunnistamisreiteiltä. Namnet byttes år 1950 till Suunnistaja.
Förbundet är medlem av Finlands olympiska kommitté.

## Ekonomi

### Finansiering
| Finansieringskälla                                       | 2018      | 2017      |
| -------------------------------------------------------- | --------- | --------- |
| Undervisnings- och kulturministeriets allmänna understöd | 850 000 € | 850 000 € |